# クイズ ビンゴ★ライン
『クイズ ビンゴ★ライン』は、2011年5月1日、8月17日に単発特番としてテレビ朝日で放送されたクイズバラエティ番組。

## 概要
ビンゴカード状に並んだ席に座っている25人の解答者がクイズに答えてビンゴを成立させ、ポイントを獲得していくクイズバラエティ番組。

### 早押しビンゴ
25人一斉に早押しクイズを行う。正解者は自身が座っている席が青く光り（ビンゴでいう穴が空いている状態）以降の解答権を失う。また不正解でもその問題のみ解答権を失う。これを繰り返し、縦・横・斜め1列に並ぶ解答者5人が全員正解すればビンゴ達成、10Pを獲得。これを3列がビンゴになるまで続ける。なお2列以上のビンゴに絡んだ解答者はその分だけ得点が増える。ルーレットによる席替えを経て2ラウンド行う。
真ん中に近い席ほど数多くのビンゴに絡めるが、反面自分が正解しなかったために得点を獲得できず迷惑を被る人間が増える。特に真ん中の席は4列のビンゴに絡めるが、自分が正解しないと他の16人に迷惑をかけることになる。

### ランキングビンゴ
あるテーマに沿ったランキングの上位5つのうち1つを当てる。それぞれの解答が1位-5位のうちのいずれかに入っていれば正解とする。ビンゴ達成で10P。1問ごとに成立するビンゴ数に制限はないため、問題の結果次第では1問だけで全てのビンゴを成立させることも不可能ではない。また1列全員が同じ答えであるため、その答えが入っていれば即ビンゴ成立という場面もよくある。
出題される問題は「かっぱ寿司の人気メニューランキング」のように選択肢が用意されている問題と「全世界映画興行収入ランキング」のように選択肢がなく自由に解答できる問題がある。なおたまに司会者の2人から「ヒント」としてランキングの1位が（場合によっては2位まで）発表されるが、発表された答えは当然書けないためむしろ正解の数を減らしてしまい解答者からのブーイングを受けている。

### 誰とビンゴ
まずは「早押しビンゴ」と同様25人で一斉に早押しクイズを行う。正解者はクイズテーマを参考にして、自分が絡む列の中から1列を選択。以降の問題は選択された4人にのみ解答権があり、1問ずつ4人全員が正解(ビンゴ達成)で10P。出題後10秒以内であれば解答者を相談して決めてよい。ビンゴ達成出来なかった場合、取り損ねた10Pは次の問題にキャリーオーバーとなる。

## 出演者
MC

- 上田晋也（くりぃむしちゅー）
- 大木優紀（テレビ朝日アナウンサー）

解答者

（2011年5月1日放送分）

- 有吉弘行
- 井森美幸
- 大久保佳代子（オアシズ）
- 勝俣州和
- 木下博勝
- 木村美紀
- 具志堅用高
- 小島よしお
- 小林さり
- ザ・たっち
- 島本真衣（テレビ朝日アナウンサー）
- 下平さやか（テレビ朝日アナウンサー）
- シンデレラ
- 鈴木拓
- スピードワゴン
- 瀧口友里奈
- 竹内由恵（テレビ朝日アナウンサー）
- 夏川純
- ななめ45°
- マイケル富岡

（五十音順）

（2011年8月17日放送分）

- 秋元才加（AKB48）
- 有田哲平（くりぃむしちゅー）
- 石田純一
- ウド鈴木（キャイ〜ン）
- 大塚範一
- おぎやはぎ
- 賀来賢人
- 劇団ひとり
- ザ・たっち
- 杉村太蔵
- 貴乃花親方
- 竹原慎二
- 内藤大助
- 西川史子
- 花田景子
- 東尾理子
- 前田吟
- 宮崎美子
- 宮澤佐江（AKB48）
- MEGUMI
- 森永卓郎
- 山崎樹範
- 山村紅葉

## 優勝者
- 2011年5月1日放送分 - たくや（ザ・たっち）
- 2011年8月17日放送分 - たくや（ザ・たっち） ※2連覇達成

## 番組スタッフ
- 構成：前田昌平・そーたに・矢野了平
- TM：大島秀一
- TD：住田清志
- カメラ：加藤英昭・石黒康一・吉田千明・松田祥宏
- クレーン：持田尚克
- VE：柳沢満
- 音声：江尻和茂
- 照明：小林和史
- 音効：宮下博国
- 編集：よしだ裕二
- MA：林壮樹
- 美術デザイン：井磧伸介
- 美術進行：田島えりか
- 装置：菊池誠
- 大道具：後藤貴弘
- 小道具：石井琢也
- 電飾・システム：鈴木絢
- アクリル電飾：前西原亜戸
- モニター：鈴木久
- アブスト：川本貴史
- ヘアメイク：水上摂子
- TK：飛田亜也
- 宣伝：高橋夏子
- 編成：高橋正輝・澤井尚子
- 協力：テイクシステムズ・TELMIC・テレビ朝日サービス・テレビ朝日クリエイト・東洋レコーディング
- CAD：川嶋和成
- AD：山崎信
- ディレクター：長戸洋明
- プロデューサー・演出：加藤和廣（TIX'ﾖ）
- プロデューサー：鈴木忠親
- ゼネラルプロデューサー：藤井智久
- 制作協力：TIX'ﾖ
- 制作著作：テレビ朝日